# Borikenophis portoricensis
Borikenophis portoricensis är en ormart som beskrevs av Johannes Theodor Reinhardt och Christian Frederik Lütken 1862. Borikenophis portoricensis ingår i släktet Borikenophis och familjen snokar. Artepitetet i det vetenskapliga namnet syftar på utbredningsområdet.
Arten förekommer i Puerto Rico och på öar i närheten. Honor lägger ägg. Ormen lever i regnskogar, i torra skogar, i buskskogar och i trädgårdar. Typiska växter är från banansläktet och från släktet Hippomane. Exemplaren har gnagare, ödlor, groddjur och småfåglar som föda.
Flera exemplar dödas av introducerade katter, hundar och manguster. Hela populationen anses vara stabil. IUCN listar arten som livskraftig (LC).

## Underarter
Arten delas in i följande underarter:
- B. p. portoricensis
- B. p. anegadae
- B. p. aphantus
- B. p. nicholsi
- B. p. prymnus
- B. p. richardi
- B. p. variegatus